# Peter Graham (Radsportler)
Peter Graham (* 25. Januar 1935 in Bury (Greater Manchester); † 19. Januar 2023 ebenda) war ein britischer Radrennfahrer und nationaler Meister im Radsport.

## Sportliche Laufbahn
Graham war im Straßenradsport aktiv. 1958 gewann er die nationale Meisterschaft im Bergzeitfahren vor Eric Wilson. 1961 und 1962 gewann er den Titel erneut. 1960 war er Vize-Meister hinter Eric Wilson, ebenso 1963 und 1965. Graham gewann mehrere britische Straßenrennen und Zeitfahren, in Kontinentaleuropa hatte er keine Erfolge. 
1958 holte er auch den Titel im Meisterschaftsrennen des Verbandes B.L.R.C., er siegte vor Tom Simpson.